# Kälsjärv
Kälsjärv är en by i Kalix kommun, belägen ungefär 7 kilometer norr om Kalix.
SCB räknade Kälsjärv som en småort år 1990, den omfattade då 19 hektar och hade 105 invånare. Till avgränsningen 5 år senare var befolkningen färre än 50 personer och SCB räknade ingen småort i området. År 2005 hade Kälsjärv 54 invånare på 17 hektar och området räknades återigen som en småort. Vid sammanställningen 2010 räknades Kälsjärv inte längre som en småort då befolkningen återigen understigit 50 personer. Vid avgränsningen 2020 räknades den återigen som småort för att 2023 tappa den klassificeringen.